# Andy Rautins
Andrew Jay "Andy" Rautins (nacido el 2 de noviembre de 1986 en Jamesville, Nueva York) es un jugador de baloncesto canadiense que actualmente se encuentra sin equipo. Con 1,93 metros de estatura, juega en la posición de escolta. Es hijo de Leo Rautins, exjugador de baloncesto y exentrenador de la selección de baloncesto de Canadá. Su familia es de ascendencia lituana y Andy tiene un tatuaje que reza "Andrius", su nombre en lituano.

## Trayectoria deportiva

### High School
Rautins asistió al Instituto Jamesville-Dewitt, donde en 2004 se coronó vencedor del campeonato estatal Class A, derrotando al St. Joseph's Collegiate en la prórroga por 77-73. Rautins anotó 19 puntos y capturó 7 rebotes en el partido, y fue incluido en el mejor equipo del estado y del All-CNY. Además, su equipo finalizó la temporada sin perder ningún encuentro (29-0).

### Universidad
Rautins se decidió por la Universidad de Siracusa por encima de Providence y San Buenaventura. En su primera temporada en los Orange participó poco en el equipo, y en su segunda se consolidó como uno de los mejores tiradores del equipo, con un 36% en triples, y 7.2 puntos en 35 partidos. Debido a una lesión de rodilla en el Torneo de las Américas de 2007 con la selección de Canadá, Rautins pasó en blanco la temporada 2007-08. 
Una vez recuperado de la lesión, regresó con los Orange para disputar su tercera temporada universitaria, en la que anotó 102 triples e igualó el récord de la universidad de más triples convertidos en un partido (el 22 de diciembre de 2008 ante Coppin State, además de firmar el mejor encuentro anotador en su carrera en los Orange con 29 puntos), con 9, que ostentaba Gerry McNamara desde 2004. En su último año en Siracusa, Rautins promedió 12.1 puntos, 4.9 asistencias, 3.4 rebotes, 2 robos de balón y un 40.7% en triples, por lo que fue incluido en el segundo mejor quinteto de la Big East Conference y nombrado Mención Honorable del All-American por Associated Press.

#### Estadísticas
| Temporada | Equipo          | Partidos | Pts. | Reb. | Asts. | Rob. | Tap. | %TC  | %T3  | %TL  | Min. | Pér. |
| --------- | --------------- | -------- | ---- | ---- | ----- | ---- | ---- | ---- | ---- | ---- | ---- | ---- |
| 2005–06   | Syracuse Orange | 20       | 2.9  | 0.9  | 0.7   | 0.3  | 0.1  | .377 | .326 | .500 | 8.0  | 0.2  |
| 2006–07   | Syracuse Orange | 35       | 7.2  | 2.0  | 1.5   | 1.3  | 0.2  | .372 | .356 | .708 | 21.2 | 1.3  |
| 2008–09   | Syracuse Orange | 37       | 10.5 | 3.3  | 3.0   | 1.4  | 0.2  | .380 | .366 | .815 | 28.6 | 2.0  |
| 2009–10   | Syracuse Orange | 35       | 12.1 | 3.4  | 4.9   | 2.0  | 0.2  | .438 | .407 | .571 | 32.5 | 2.8  |

### Selección nacional
Rautins debutó en la selección de Canadá en 2005, participando en el Jack Donohue International Classic, donde promedió 8.8 puntos en 18.3 minutos de juego. Ese mismo año jugó también el Mundial Sub-21 en Argentina. En 2006, Rautins formó parte del combinado sénior canadiense en la International Alpos Cup y en el Diego Gianatti Tournament. Un año después disputó los Juegos Panamericanos en Río de Janeiro, promediando 13.4 puntos en 5 partidos, y el Torneo de las Américas en Las Vegas.
En 2008 jugó los tres encuentros de la clasificación para los Juegos Olímpicos de Pekín, y en 2009 fue el segundo máximo anotador de Canadá en el Torneo de las Américas en Puerto Rico. Rautins promedió 9.5 puntos y 3 asistencias durante el torneo, y anotó 23 puntos en la victoria por 97-65 frente a Panamá en los cuartos de final. En 2010, Rautins participó en el Mundial de Turquía, en el que la selección canadiense finalizó en la 22ª posición.

### Profesional
Fue seleccionado por New York Knicks en la 38.ª posición del Draft de la NBA de 2010. El 12 de agosto de 2010 firmó su primer contrato profesional con los Knicks.
El 9 de diciembre de 2011 fue traspasado a Dallas Mavericks.
En 2011 fue adquirido por los Mavericks como parte del traspaso que llevó a Tyson Chandler a los Knicks, fue rescindido por la franquicia que preside Mark Cuban.

#### Lucentum Alicante
En diciembre de 2011 firma con el Lucentum Alicante, tras participar con su selección en el FIBA Américas promediando 11,5 puntos, 2,6 rebotes, 1,3 asistencias y 1,1 robos de balón con espectaculares porcentajes: 52,9% en tiros de campo, 39,2% en triples y 87,5% en tiros libres.

#### Tulsa 66ers
En la temporada 2012/13 el canadiense, ex de Lucentum Alicante firma por los Tulsa 66ers (equipo de la D-League vinculado a Oklahoma City Thunder), firmando esta temporada 11.9 puntos y 5.9 rebotes por partido con los Tulsa 66ers, además de tener un 39% en porcentaje de triple, el tercero más elevado de la competición. Se proclamó vencedor del concurso de triples enmarcado en el 2013 NBA D-League Showcase.

## Estadísticas de su carrera en la NBA

### Temporada regular
| Año     | Equipo   | PJ | PT | MPP | %TC  | %3P  | %TL  | RPP | APP | ROB | TPP | PPP |
| ------- | -------- | -- | -- | --- | ---- | ---- | ---- | --- | --- | --- | --- | --- |
| 2010-11 | New York | 5  | 0  | 4.8 | .429 | .250 | .500 | .2  | .6  | .2  | .0  | 1.6 |
| Total   | Total    | 5  | 0  | 4.8 | .429 | .250 | .500 | .2  | .6  | .2  | .0  | 1.6 |